# Universidade de Xiamen
Universidade de Xiamen (Chinês: 厦门大学; pinyin: Xiàmén Dàxué; Min do Sul: Ē-mn̂g-toā-o̍h), coloquialmente conhecido como Xia Da (Chinês: 厦大; pinyin: Xiàdà), é uma universidade pública de pesquisa em Xiamen, Fujian, China. Fundada em 1921 por Tan Kah Kee, um membro da diáspora chinesa no exterior, a universidade tem sido considerada uma das principais instituições acadêmicas do sul da China, com pontos fortes em matemática, química, oceanografia, economia, administração, direito, comunicação e Ciência Política.
A Universidade de Xiamen é designada como uma Universidade de Primeira Classe Dupla Classe A do Plano Nacional de Universidades Duplas de Primeira Classe, também parte do antigo Projeto 985 e Projeto 211. A partir de 2020, a universidade recebe mais de 40.000 alunos em seus 4 campi e 6 divisões acadêmicas.

## História

### Período privado

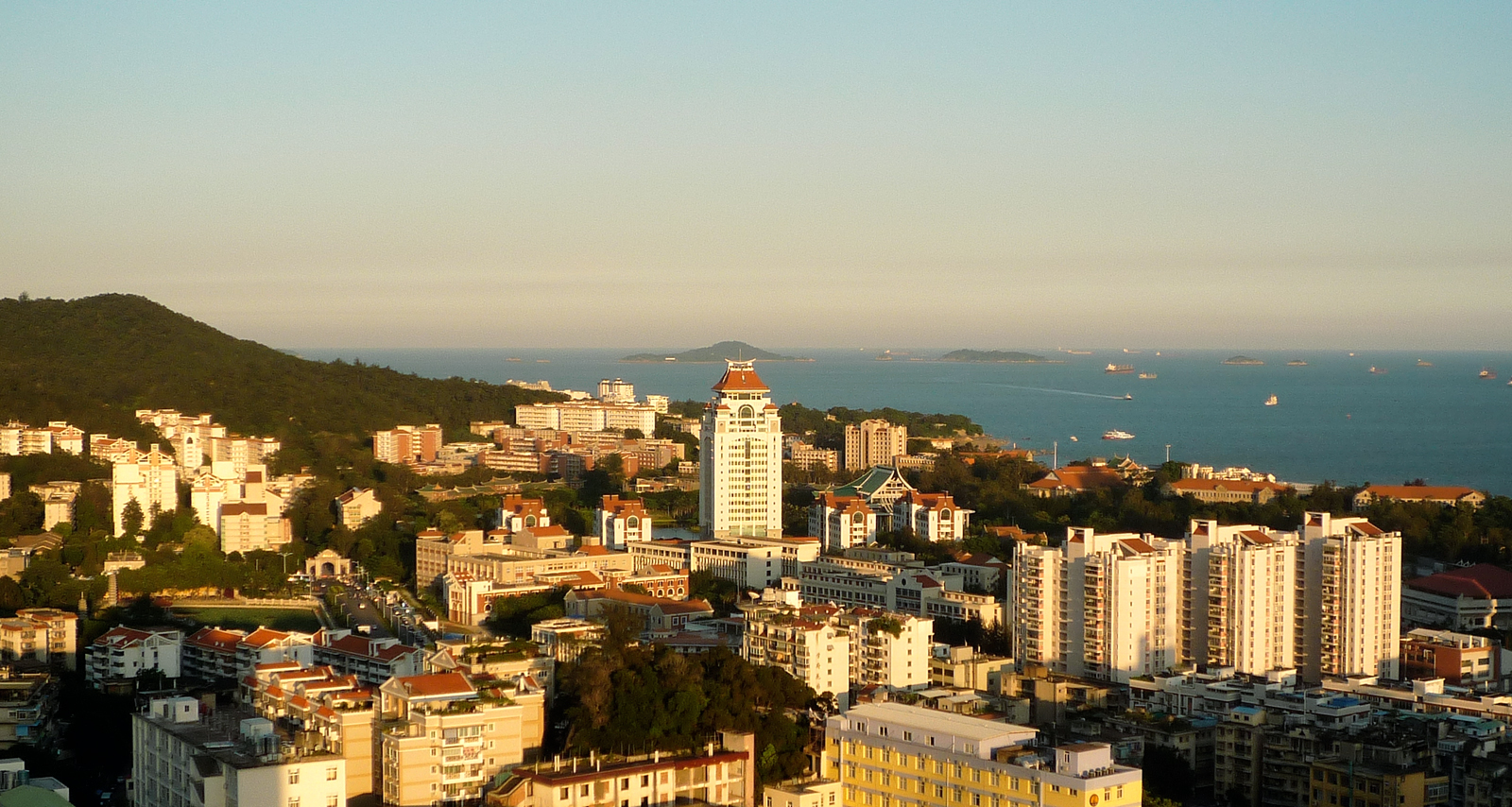
Vista panorâmica da Universidade de Xiamen, com o novo campus em primeiro plano e o campus original perto da praia

Na Exposição Internacional do Sesquicentenário de 1926 na Filadélfia, Estados Unidos, a Amoy University foi uma das cinco instituições selecionadas para participar de uma exposição sobre educação na China, representando o sistema de ensino superior do país.

## Cooperação internacional
A Universidade de Xiamen mantém uma presença global desde sua criação em 1921, atraindo estudantes de comunidades chinesas estrangeiras no Sudeste Asiático. A instituição estabeleceu um programa de "Cursos por Correspondência no Exterior" em 1956 e aceitou seus primeiros alunos estrangeiros em 1981. A Universidade de Xiamen agora tem um extenso portfólio de colaborações internacionais, incluindo um Programa Cooperativo Internacional para Talentos Inovadores financiado pelo China Scholarship Council, e relações globais de intercâmbio e cooperação com mais de 300 universidades. Estabeleceu 16 Institutos Confúcio com instituições parceiras em 13 países.
Em 2015, foi estabelecido o Campus da Malásia da Universidade de Xiamen . Conhecida como "XMU Malaysia", a instituição foi descrita como "histórica" e é notável como a "primeira filial internacional de grande escala" de uma universidade chinesa. O professor Wang Ruifang foi nomeado o primeiro chanceler da XMU Malásia.
Em 23 de maio de 2016, a Universidade de Xiamen enviou uma delegação ao Instituto de Tecnologia de Tóquio em Tóquio, Japão, para se reunir com lideranças e professores. O objetivo da delegação foi discutir as estratégias das instituições para comercializar os resultados da pesquisa, fomentar a colaboração universidade-indústria e incentivar os estudantes internacionais a aprender sobre a língua e a cultura locais.
Em 18 de novembro de 2016, a Universidade de Xiamen e a Universidade de Cardiff no País de Gales, Reino Unido, iniciaram uma "parceria estratégica", incluindo um programa de co-supervisão de estudantes de doutorado e £ 1,2 milhão em financiamento inicial para "projetos de pesquisa colaborativa" para beneficiar a economia do País de Gales. Posteriormente, uma delegação da Universidade de Cardiff visitou a Escola de Relações Internacionais da Universidade de Xiamen para explorar possíveis áreas de colaboração em pesquisa e intercâmbio de estudantes.
A Universidade de Xiamen também hospeda programas de estudo recorrentes na China para a Universidade da Carolina do Norte em Chapel Hill, Conselho para Faculdades e Universidades Cristãs, Eckerd College e Bentley College nos EUA, e University College Utrecht na Holanda.

## Campi

### Campusprincipal (campusSiming)
O campus principal da XMU está localizado no distrito de Siming, na ilha de Xiamen, cobrindo uma área de 167 hectares. Está situado no sopé das montanhas, de frente para o oceano e cercado pela baía de Xiamen. Abriga principalmente divisões acadêmicas como as Humanidades e Artes, Ciências Sociais, Ciências Naturais e Engenharia e Tecnologia.

### Campusde Zhangzhou
Zhangzhou Campus está localizado em Zhangzhou China Merchants Economic and Technological Development Zone (CMZD), Zhangzhou, cobrindo uma área de 171 hectares. Abriga o XMU Tan Kah Kee College, o Instituto de Tecnologia Industrial e outras plataformas de inovação científica e tecnológica.

### CampusXiang'an
Em setembro de 2012, a Universidade de Xiamen iniciou as operações em seu Campus de Xiang'an, localizado a 34 quilômetros do campus principal. Os três objetivos declarados do novo campus são fornecer instalações para "disciplinas recém-desenvolvidas e assuntos aplicados", como biociência e energia, estabelecer "plataformas de inovação para ciências aplicadas" e abrigar a sede sul do Instituto Confúcio.
Atualmente, o Campus Xiang'an hospeda mais de 10.000 alunos e professores de dez escolas: a Overseas Education College (que atende estudantes internacionais), a Faculdade de Medicina, a Escola de Ciências Farmacêuticas, a Escola de Ciências da Vida, a Escola de Saúde Pública, o Departamento de Enfermagem, a Faculdade de Ciências da Terra, a Faculdade de Meio Ambiente e Ecologia, a Escola de Pesquisa Energética e a Escola de Engenharia Aeroespacial.

## Reputação e classificações
A Universidade de Xiamen tem sido consistentemente considerada uma das principais instituições acadêmicas do sul da China, com pontos fortes em economia e gestão, belas artes, direito, química, jornalismo, comunicação, matemática e ciência política.